# Ахмад аль-Газали
Ахмад ибн Мухаммад аль-Газали (перс. احمد غزالی‎; ум. 1123 или 1126) — персидский суфийский мистик, писатель и проповедник. Он стал известен в истории суфизма благодаря идеям о мистической любви, изложенными в его самой знаменитой книге Саваних.

## Жизнь
Его полное имя: Абуль-Фатух Мадждуддин Ахмад ибн Мухаммад ибн Мухаммад ибн Ахмад аль-Газали ат-Туси. Точная дата рождения Ахмада неизвестна за исключением того, что он был на несколько лет младше своего прославленного брата, исламского теолога, философа, правоведа и мистика Абу Хамида аль-Газали, и пережил его на пятнадцать лет. Ахмад Газали родился в селении Тус, в Хорасане (Иран). Здесь он получил первоначальное образование в области права. Ещё в юности стал учеником суфийского наставника Абу Бакра Нассаджа (ум. 1094, а затем Абу Али Фармади (ум. 1084). К 1095 г. он достиг таких успехов в обучении, что его брат Абу Хами предложил ему занять своё место преподавателя в исламской академии Низамия в Багдаде.
Идеи Ахмада Газали о мистической любви оставили глубокий след в персидской мистической литературе и особенно поэзии, воспевающей любовь мистиков к Богу. Многие идеи, изложенные в Саваних были использованы позднейшими поэтами, Фарид ад-Дином Аттаром, Саади Ширази, Фахр ад-Дином Ираки, Хафизом, и это далеко не исчерпывающий список.
Из его предшественников самое сильное влияние на Ахмада Газали оказал Халладж. Именно у него он, вероятнее всего, почерпнул неоплатонистическую идею о том, что вся тварная красота — лишь отражение божественной красоты.
Ахмад Газали много странствовал в качестве суфийского наставника и исламского проповедника. Он посетил Нишапур, Хамадан и Исфахан. Он дал посвящение в суфизм и обучил таких выдающихся суфийских наставников, как Айн ал-Кузат Хамадани и Абу ал-Наджиб ал-Сухраварди. Последний впоследствии основал суфийский орден сухраварди, из которого произошли суфийские ордены кубрави, мевлеви и ниматуллахи.
Умер в Казвине в 1123 или 1126 г. и похоронен в мечети Ахмадия, названной так в его честь.

## О Газали
«Нет сомнения в том, что учение Абу Хамида ал-Газали, великого обновителя религиозных наук, отвечало чаяниям простых мусульман и именно Газали во многом обязано сложившееся в позднем средневековье умеренно-мистическое мировоззрение мусульманского общества, но он не идет ни в какое сравнение (ни по глубине опыта, ни по красоте языка) со своим младшим братом Ахмадом. Да и сам „мусульманский интеллектуал“ Абу Хамид, как известно, признавал превосходство своего брата на Пути любви. Ахмад Газали успешно занимался проповеднической деятельностью и был духовным руководителем учеников, распространявших его учение; некоторые последователи его мистического направления стали заметными личностями в суфийских братствах. <…> Ахмад создал ряд мистических трактатов, <…> но даже если бы он написал только маленький трактат под названием Саваних, „Афоризмы любви“, этого было бы достаточно, чтобы признать его величайшим мистиком мусульманского мира».

## Труды
- Саваних ал-ушшак или Саваних фи `л-ишк (разные варианты перевода названия: «Наития влюбленных», или «Откровения из мира Чистых Духов», или «Афоризмы любви») — небольшая книга, состоящая из пролога и 77 глав. Форма изложения идей была новацией, поскольку в то время персидские суфийские авторы использовали только прозу, а Газали иллюстрировал свои идеи стихотворениями, чтобы придать им метафорическую глубину.
- Рисалат ал-тайр («Послание птиц»). В этом труде Газали использовал метафору птицы и её странствия по духовному пути. Именно эта идея позднее легла в основу Мантик ат-тайр («Беседа птиц», или «Собрание птиц», или «Логика птиц» в разных переводах) Фарид ад-Дина Аттара.
- Ал-таджрид фи калимат ал-таухид — теологическое и мистическое толкование свидетельствования в исламе (шахада), отражающее его приверженность ашаритской школе богословия.
- Бахр ал-махабба фи асрар ал-мавадда — суфийское толкование коранической суры Йусуф.